# Mécs Imre
Mécs Imre (Budapest, 1933. szeptember 4. – Budapest, 2023. január 19.) magyar villamosmérnök, politikus. Az 1956-os forradalomban előbb halálra, majd életfogytiglani börtönbüntetésre ítélték. 1963-ban szabadult, ezt követően villamosmérnökként dolgozott. 1988-ban a Szabad Kezdeményezések Hálózata, majd az ebből kialakuló Szabad Demokraták Szövetsége alapító tagja. 1990 és 2010 között (két kisebb megszakítással) országgyűlési képviselő (1990–2006 SZDSZ, 2006–2010 MSZP).

## Élete
Édesapja id. Mécs Imre (1897–1977), egy felvidéki szlovák falu magyar kántortanítójának fia, orvos volt. Édesanyja, Lengyel Irén Klára (1912–1994) nyelvtanár, felvidéki nemesi családból származott.
Mécs Imrének nyolc gyermeke van. Döngölő Judittal kötött házasságából született Mónika (1967), Imre (1970), László (1973). 1985-ben megismerte Magyar Fruzsina színházi dramaturgot (Magyar Bálint szociológus, politikus húgát), és 1985 szeptemberében összekötötték életüket. Közös gyermekeik Máté (1987), Anna (1988), Bálint (1990), János (1991) és Dávid (1994).
Mécs Imre 1951-ben a budapesti Eötvös József Gimnáziumban érettségizett. 1952-ben felvételt nyert a Budapesti Műszaki Egyetem Villamosmérnöki Karára, ahol 1957-ben abszolutóriumot szerzett. 1963-as általános amnesztiával történő szabadulása után éveken keresztül próbálkozott kérvényeivel, hogy lediplomázhasson, de csak 1975-ben szerezhette meg villamosmérnöki oklevelét.

### 1956-os forradalom
1956-ban eljárt a Petőfi Kör vitáira. Részt vett az 1956-os forradalomban, a nemzetőrség szervezésében. Később szerepet vállalt az ellenállásban, amelyet az egyetemek, a munkáscsoportok és a felkelő csapatok maradványainak részvételével szerveztek.
1957 júniusában letartóztatták. 1958. május 22-én „a népköztársaság megdöntésére irányuló szervezkedés vezetéséért” halálra ítélték. Az ítéletet 1959 februárjában életfogytiglani börtönbüntetésre változtatták.
1963 márciusában az általános amnesztia keretében szabadult. Három évig rendőri felügyelet alatt állt, tíz évig politikai jogvesztés sújtotta. Szabadulása után problémákat okozott számára az elhelyezkedés, végül 1963-tól 1974-ig a Híradástechnika Szövetkezet fejlesztőmérnöke lett.

### 1970-es és 1980-as évek
1974–75-ben az Híradástechnika Szövetkezet főkonstruktőre volt, 1976–1983 között az Óra és Műszer Szövetkezet tanácsadó mérnöke, majd 1983-tól 1990-ig a Ganz K. K. fejlesztőmérnöke volt.
Éveken keresztül próbálkozott kérvényeivel, hogy lediplomázhasson, de csak 1975-ben szerezhette meg villamosmérnöki oklevelét. Tudományos fokozatot politikai múltja miatt nem szerezhetett, kutatóintézetben sem dolgozhatott, annak ellenére, hogy harminckét szabadalma van az elektronika különböző szakterületein, és mintegy hatvan tudományos cikke jelent meg magyar és külföldi folyóiratokban.[forrás?]
1969 óta a Híradástechnikai Tudományos Egyesület, 1970 óta a Magyar Elektrotechnikai Egyesület és a Méréstechnikai és Automatizálási Tudományos Egyesület, 1972-től a Neumann János Számítógép-tudományi Társaság tagja. A Kiváló Feltaláló kitüntetés ezüst fokozatát egyszer, arany fokozatát háromszor nyerte el.
1975-ben kapcsolatba került a szerveződő demokratikus ellenzékkel. 1979-ben aláírta a csehszlovákiai Charta ’77 mozgalom bebörtönzött vezetői melletti szolidaritási nyilatkozatot. 1983-ban egy volt halálraítélt bajtársa temetésén elmondott beszédéért rendőrhatósági figyelmeztetést kapott, állásából elbocsátották. 1984-től 1989-ig a Duna Kör tagja volt. 1985-ben ellenzéki képviselőjelöltek állítását szorgalmazta a választásokon, és népszavazást kezdeményezett a bős–nagymarosi vízlépcső kérdésében.
1988-ban alapító tagja és szóvivője lett a Szabad Kezdeményezések Hálózatának, alapítója tagja a Szabad Demokraták Szövetségének és a Történelmi Igazságtétel Bizottságnak.

### A rendszerváltás után
1988-ban bekerült az SZDSZ ügyvivői testületébe, e tisztében 1996. novemberig az összes tisztújítás alkalmával újra bizalmat kapott. A TIB-ben is vezetőségi tag volt, de tisztétől a szervezet politikai irányvonalának a megváltozása miatt 1992-ben megvált.
1997. január 16-án a Francia Becsületrend tiszti fokozatával tüntették ki.
Az 1990. évi országgyűlési választások második fordulójában Budapest 23. sz. (Rákospalota, Újpalota és Pestújhely) választókerületében az első helyen végzett. 1990. május 3-ától a parlament honvédelmi állandó bizottságának és nemzetbiztonsági különbizottságának a tagja, 1994–1998 között a honvédelmi bizottság elnöke volt. A honvédelmi állandó bizottságon belül a személyi ügyek, szervezés albizottság munkájában vett részt. 1992. februárig a bizottság alelnöke volt. 1992. június 13-án az SZDSZ szociálliberális platformjának egyik alapítója és vezetője volt.
Az 1994. évi országgyűlési választásokon volt választókerületében indult, szerepelt az SZDSZ budapesti (4.) és országos (11.) listáján is. Mint egyéni jelölt a választások második fordulójában Hajdu László (MSZP) mögött 30,18%-kal a második helyen végzett, mandátumát a budapesti területi listáról szerezte. Az Országgyűlés honvédelmi állandó bizottságának az elnöke, ezen belül elnöke az elvi, biztonságpolitikai, katonai albizottságnak is. Az SZDSZ-frakció honvédelmi munkabizottságának is a vezetője. Az IPU magyar csoportja magyar-indonéz baráti tagozatának az elnöke, a magyar-izraeli, magyar-osztrák és magyar-thaiföldi baráti tagozatok tagja. Az SZDSZ 1996. novemberi tisztújító küldöttgyűlésén elvesztette ügyvivői testületi tagságát; az országos tanács 1997. januári tisztújításakor sikertelenül pályázott a testület elnöki tisztére. 1998-ban és 2002-ben az országos listáról jutott a parlamentbe.
2006-ban MSZP-s színekben indult a parlamenti választásokon. Az országos listáról jutott a parlamentbe. Eredeti elképzelése szerint közös SZDSZ-MSZP jelöltként kívánt volna indulni a főváros I. kerületének 1-es számú választókörzetében. A liberális párt helyi szervezete támogatta a képviselő egyéni jelölését, azt az SZDSZ ügyvivői testülete is jóváhagyta, a közös jelöltséget azonban nem támogatta a vegyes körzetben szintén jelölési joggal bíró II. kerületi szervezet. 2011 januárjában megújította felfüggesztett SZDSZ-tagságát.
2010-től civil mozgalmak szervezője és résztvevője. A Szabadság téri ellenállás (Tiszta emlékezettel a szabadságért, a demokráciáért – csoport) arca, szervezője, résztvevője, felszólalója, majd a Visszahozzuk a forradalom lángját civil mozgalom elindítója és szervezője. A Ligetért is kiállt, többször jelen volt. Tüntetések, megmozdulások állandó résztvevője.

## Könyve
- Napirend után. Nem szűnt meg a szabadságharc november 4-e után; Mundus, Budapest, 2006 (1956/2006) + CD

## Díjai, elismerései
- Francia Köztársaság Becsületrendje (tiszti fokozat) (1997)
- Radnóti Miklós antirasszista díj (2004)
- Szabadság Hőse emlékérem (2006)
- XV. kerület díszpolgára (2020)
- Budapest díszpolgára (2023) /posztumusz/[9]

## Külső hivatkozások
- Mécs Imre országgyűlési adatlapja
- Mécs Imre hivatalos honlapja